# Octobre 1789

## Événements

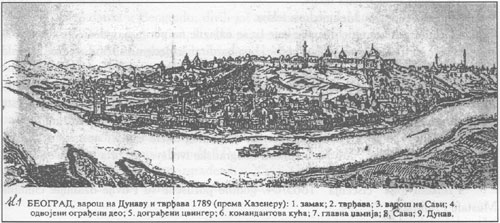
8 octobre : prise de Belgrade

- 1er octobre, France : à Versailles, banquet des Gardes du corps.

- 3 octobre, France : adresse de l’assemblée nationale à ses commettants de Mirabeau, diffusée dans tout le royaume.

- 5 et 6 octobre, France : Journées des 5 et 6 octobre 1789[1] : l’émeute se déclenche sur les marchés parisiens, menée par les femmes. Le 5 au soir, la foule parisienne atteint Versailles et arrache au roi la sanction des décrets (juges élus, égalité fiscale, suppression des impôts indirects). Le 6 au matin, le palais est envahi et le roi accepte de venir résider à Paris au palais des Tuileries et d’y appeler l’Assemblée, qui s’y installe le 19 octobre.

- 8 octobre : prise de la forteresse de Belgrade par les Autrichiens du maréchal Laudon[2].

- 9 octobre, France : abrogation de l'ordonnance criminelle de Colbert sur le secret professionnel des avocats.

- 10 octobre, France : 
  - Emmanuel Fréteau de Saint-Just est élu président de l'Assemblée nationale constituante (jusqu'au 27 octobre).
  - Les députés décrètent que le souverain portera le titre de roi des Français. Il ne peut plus s'opposer aux lois et décrets de l'Assemblée dont la primauté est confirmée[3].
  - Le docteur Joseph-Ignace Guillotin propose à l'Assemblée la guillotine.
  - Sur proposition de Talleyrand, début du débat sur la nationalisation des biens du clergé en espérant résoudre la crise financière du pays et sa banqueroute, mais despotiquement : « Le clergé n’est pas propriétaire à l’instar des autres propriétaires. La nation jouissant d’un droit très étendu sur tous les corps, en exerce de réels sur le clergé... Quelque sainte que puisse être la nature d’un bien possédé sous la loi, la loi ne peut maintenir que ce qui a été accordé par les fondateurs. Nous savons tous que la partie de ces biens, nécessaire à la subsistance des bénéficiers, est la seule qui leur appartienne, le reste est la propriété des temples et des pauvres. Si la nation assure cette subsistance, la propriété des bénéficiers n’est pas attaquée. La nation peut donc : Premièrement, s’approprier les biens des communautés religieuses à supprimer, en assurant la subsistance aux individus qui les composent, Secondement, s’emparer des bénéfices sans fonction, Troisièmement, réduire dans une portion quelconque les revenus actuels des titulaires, en se chargeant des obligations dont ces biens ont été frappés dans le principe. » Le décret sera voté le 2 novembre.

- 12 octobre, France : le comte d'Artois, frère de Louis XVI demande à l'empereur Joseph II d'intervenir en France.

- 13 octobre : prise d'Akkerman par le général Platov à la tête des Cosaques du Don[2].

- 17 octobre : le comte de Revillagigedo prend ses fonctions de vice-roi de Nouvelle-Espagne[4] (fin en 1794).

- 19 octobre, France : 
  - L'Assemblée nationale s'installe au Palais des Tuileries.
  - Fondation du club des Jacobins rue Saint-Honoré par Lanjuinais et le Chapelier rejoint par Barnave, Duport, La Fayette, Lameth, Mirabeau, Sieyès, Talleyrand, Brissot, Robespierre.

- 21 octobre, France : à la suite de la pendaison et de la décapitation d'un jeune boulanger nommé François par des émeutiers intervenu la veille sur la place de Grève à Paris, l'Assemblée constituante décrète la loi martiale. Les meuneurs identifiés sont poursuivis et punis ; deux hommes sont pendus[3].

- 24 octobre : insurrection de patriotes, provoquée par la politique religieuse, conduite par l’avocat Vonck, en Belgique. Les Patriotes belges réfugiés aux Pays-Bas proclament la déchéance de Joseph II comme duc de Brabant et envahissent les Pays-Bas autrichiens[5].

- 27 octobre : le chef de l’armée belge, Van der Mersch, bat les Autrichiens à Turnhout[5].

- 28 octobre, France : 
  - Armand-Gaston Camus est élu président de l'Assemblée nationale constituante.
  - L’Assemblée constituante vote l’interdiction provisoire de prononcer des vœux de religion.

## Naissances
- 2 octobre : Franciszek Armiński (mort en 1848), astronome polonais.
- 8 octobre : William Swainson (mort en 1855), ornithologue et artiste britannique.
- 25 octobre : Heinrich Schwabe (mort en 1875), astronome allemand.